# Észak-Afrika művészete
Észak-Afrika népei különböző berber és arab nyelvjárásokat beszélnek, és vallásilag túlnyomóan az iszlámot követik, amely meghatározza a mai kultúrájukat is. Ugyanakkor a régió kultúrája ötvözi az őshonos berberek, arabok és Afrika szomszédos részeiről érkezett elemeket, de a Szaharában különösen markáns a különbség az oázis letelepedett lakói és a nomád beduinok és tuaregek között.
A történelem folyamán a berber népeket más kultúrák befolyásolták, amelyekkel kapcsolatba kerültek: núbiaiak, görögök, föníciaiak, egyiptomiak, rómaiak, vandálok, arabok és a mai európaiak.
Az arab és a berber nyelvcsoportok távoli rokonságban vannak, mindketten az afro-ázsiai család tagjai.  

## Algéria
Algéria kultúráját – a szomszédaihoz hasonlóan – erősen befolyásolta az iszlám, a fő vallás.
Már korán a dél-európai művészet hatása alá került. Emellett az ország művészetét a török-muszlim kultúra is alakította. Ezek kölcsönhatásából olyan művészet alakult ki, amely tipikusan mór, de egyúttal sajátosan algériai is. 
Az épületek alaprajzi elrendezése nagyfokú rokonságot tart a  marokkói épületekkel, szerkezeti elemei és felépítése viszont európai jellemvonásokat mutat. A 19. században egyre erősödő francia uralom következményekén az európai stílusirányzatok is meghonosodtak Algériában. Ma már a modern építészet teljes egyenjogúságot élvez a nagyobb városokban és kezdi kiszorítani az arab stílust. 
Festészete csak a legújabb időkben kezdett el fejlődni, francia hatás alatt.  Az iparművészet különböző ágaiban ma is a régi formák és díszítőelemke élnek tovább, igen gyakran a legcsekélyebb változtatások nélkül.
A 20. század híres algériai írói közé tartozik Mohammed Dib, Albert Camus és Káteb Jászín, Ásszija Dzsebár. A nyolcvanas évek fontos regényírói közé tartozott Rachid Mimouni, az Amnesty International későbbi alelnöke és Tahar Djaout, akit szekularista nézetei miatt gyilkolt meg egy iszlamista csoport 1993-ban. 

## Egyiptom
Egyiptom fővárosa, Kairó Afrika legnagyobb városa és évszázadok óta híres a tanulás és a kultúra egyik fő központjaként. A 19. század vége óta virágzó művészettel rendelkezik, és Kairó régóta a "közel-keleti Hollywood" néven is ismert.
Szinte minden településen, még a falvakban is van legalább egy mecset.
A korábbi, nagyrészt iszaptéglából épült házakat az 1970-es évek közepe óta fokozatosan felváltották a téglából épített házak.
A nemzeti kultúra városi jellege leginkább a két nagyvárosban: Kairóban és Alexandriában mutatkozik meg. Kairó építészete és elrendezése tükrözi történelmének különféle korszakait. A modern városközpont a 19. században, Párizs mintájára készült.
Nagíb Mahfúz Nobel-díjas író a legismertebb a sok regényíró, költő és novellaíró közül, akinek műveit széles körben olvasták és lefordították. 
- Egyiptom művészete
- Az egyiptomi piramisok listája

## Líbia
A líbiai kultúra bizonyos mértékben hasonlít más arab szomszédállamainak kultúrájához, és a líbiai nép nagyon is az arab közösség részének tartja magát. A korábban nomád életmódot folytató, hagyományosan sátrakban élő arabok többsége különböző városokban telepedett le, és régi életmódjuk, kultúrájuk elhalványult.
Az ország fővárosa, Tripoli számos múzeummal és levéltárral büszkélkedhet, köztük a Nemzeti Levéltár, a Néprajzi Múzeum, a Régészeti Múzeum és az Iszlám Múzeum. A Dzsamahirija-múzeum  valószínűleg az ország leghíresebb, és a Földközi-tenger egyik legkiválóbb klasszikus művészeti gyűjteményének ad helyet.
Az építészeten belül megkülönböztethetünk berber/beduin, szaharai, olasz és arab/iszlám építészeti stílusokat.

## Marokkó
Minden régió rendelkezik a saját jellegzetességeivel, hozzájárulva ezzel a nemzeti kultúra kialakításához és a kulturális örökséghez.
Marokkó sok etnikum országa és kultúrája. A történelem során Marokkóban sok embert telepedett le, így a keleti arabok, száheli afrikaiak, mórok és zsidók. Mindezek a népcsoportok némi hatást gyakoroltak Marokkó kultúrájára. A Maghreb országok között (tehát Egyiptomot nem számítva) Marokkó művészete a legfejlettebb.
A népművészet jellegzetes ágai a szőnyegkészítés és a bőrdíszművesség. A fémmunkák közül a jellegzetesek a domborított, futtatott és berakásos lakatos- és ötvösművészeti tárgyak. Neves kézműves iparág még a tőrök készítése.
A majolikaipar központja Fez és Szafi.

## Tunézia
A fő városok a tengerpart mentén találhatók, Tunisz mellett ezek közé tartozik Bizerte, Sousse, Sfax és Gabès. Ezeknek az ősi városoknak van egy régebbi magja vagy medinája, modern közigazgatási és lakónegyedei, valamint szegénynegyedei. Az óvárosban szép példái találhatók a hagyományos iszlám városépítészetnek. A tunéziai épületek gyakran kék díszítéssel fehérre vannak festve.

## Kapcsolódó cikk
- Az iszlám művészete
- Iszlám építészet
- Keleti szőnyeg